# 5e régiment de ligne (Belgique)
Le 5e régiment de ligne  (en néerlandais : 5de Linieregiment) était une unité d'infanterie de la force terrestre des forces armées belges.

## Historique
Le régiment de Maastricht est créé par un arrêté du régent le 16 octobre 1830 à partir du 14de afdeling de l'armée néerlandaise. Le 25 novembre 1830, il est renommé en 5e régiment de ligne.
Durant la campagne des 10 jours, du 2 au 12 août 1831, les 1er et 2e bataillons sont engagés contre les Néerlandais à Anvers et le 3e bataillon se trouve à Liège.
Un détachement intervient en 1848, lors de l'affaire des Risquons-tout.

### Première Guerre mondiale
Lors de la mobilisation, comme tous les régiments de ligne d'active, il est divisé pour donner naissance au 25e régiment de ligne. Ensemble, ils forment la 5e brigade mixte de la 2e division d'armée. Il est alors en garnison à Anvers. Durant le siège de la position, en août et septembre 1914, il effectue plusieurs sorties.
Le 12 septembre, à Rotselaar, il perd plus de 170 soldats.
Le régiment se retire sur l'Yser et se distingue à Ramscapelle et Lombardsijde.
En janvier 1918, il forme avec le 6e régiment de ligne la seconde division d'infanterie qui fut positionnée lors des offensives de septembre sur la ligne de front entre Pervyse et Dixmude.
Le 14 octobre, il est chargé avec le 15e de ligne de prendre la Flandern Stellung au sud de Roulers, puis de progresser vers la Lys.
Après avoir subi de lourdes pertes à Ouckene, ils arrivent devant Iseghem le 15 octobre.
Ils avancent vers Ingelmunster pour prendre le 18 Oostrozebeke. Ils progressent vers le sud de Bruges puis Zedelgem et poursuivent leur avancée vers le canal de dérivation de la Lys où ils prennent position entre Ronsele et Somerghem.
Entre la fin octobre et début novembre, les deux régiments occupent la région autour de Gand.

### Seconde Guerre mondiale
Il fait partie de la 2e division d'infanterie.
Le régiment est mobilisé le 26 août 1939 et rejoint ses positions de pied de guerre dans la position fortifiée de Liège.
Le 9 mai 1940, un peloton d'éclaireurs est placé sous le commandement opérationnel du 1er lanciers dans la région de Butgenbach.
Le 10 mai, vers 1h45, le régiment est placé en état d'alerte. Le 1er bataillon se trouve alors en réserve au Hollogne-aux-Pierres à l'ouest de Liège, le second revenait d'un exercice de marche nocturne vers Saint-Georges et le 3e bataillon était déployé dans ses positions prévues entre les anciens forts de la PFL II.
Durant la soirée, le commandement de l'armée décide à la suite de l'attaque sur le canal Albert le retrait sur la rive gauche de la Meuse entre Lixhe et les positions du groupement K sur l'Ourthe. Après cette manœuvre, l'entièreté de la seconde division sera portée sur la ligne KW.
Le 11 mai, le premier bataillon quitte ainsi Hollogne-aux-Pierres vers 07h00 sous l'attaque d'un avion allemand. Le second bataillon quitte à 7h30 Engis également sous le feu de l'aviation allemande. Le 3e bataillon quitte Chokier vers 6h00. En raison de la faiblesse des moyens de transport mis à disposition, ils doivent laisser quantité de matériel derrière eux.
Vers 11h00, les premiers camions et autobus arrivent à hauteur de Haacht. Les 2 premiers bataillons sont déposés à Kampenhout, le 3e à Haacht. Le 4e lui, à la suite du bombardement de son train n'arrivera que le 12 mai.
Le 12 mai, le régiment est donc déployé sur la ligne KW. Il ne se passe rien de particulier jusqu'au 15 mai.
Le 16 mai, quelques contacts ont lieu avec l'ennemi. Vers 12h45, le 3e bataillon subi le bombardement du 2e régiment d'artillerie à la suite d'une erreur mais sans faire de victimes. Dans l'après-midi, l'ordre est donné d'abandonner la position. Vers 23h00, il part pour Humbeek qu'il atteint vers 7h00 le 17 mai sauf son premier bataillon qui avait reçu l'ordre de couvrir les arrières du 6e régiment de ligne et qui n'arrivera que vers 10h00. Vers 16h00, le 2e bataillon est aux prises avec des éléments allemands sur le canal de Willebroeck. Il tient la position jusque 3h00 aidé de 2 chars T13 du 2e lanciers. Il se retire alors sur Gijzegem.
Les 1er et 3e bataillons quittent quant à eux leurs positions vers 19h00 pour Wolvertem-Merchtem-Alost-Gijzegem
Le 18 mai, les ponts sur la Dendre à Alost sont atteints vers 6h30. Dans l'après-midi, l'ordre tombe de rejoindre une nouvelle tête de pont à Gand où le régiment doit remplacer le 11e de ligne dans le sous-secteur de Quatrecht.
Vers 22h00, les 2e et 3e bataillons quittent effectivement leurs positions sous couvert du 1er bataillon.
Le 19 mai, le régiment arrive à l'aube et se doit se mettre directement à l'ouvrage pour construire ses propres fortifications de campagne. Le 1er bataillon est positionné devant Gijzenzele. Le 3e bataillon est à Quatrecht entre le 1er bataillon et l'Escaut. Le second bataillon, quant à lui, est placé en seconde ligne à hauteur de Melle, entre les 2 autres bataillons.
Le 20 mai vers 09h00 ont lieu les premières escarmouches suivies d'une première attaque contre le 3e bataillon qui est repoussée. Dans l'après-midi, une nouvelle attaque d'infanterie soutenue par 15 blindés légers est lancées. Vers 13h00, des renforts sont demandés. Assez rapidement, le 2e compagnie du 28e régiment de ligne intervient aidée une heure plus tard par 4 chars T13 et des tirs d'artillerie. Après d'épuisants combats, la situation est rétablie vers 19h00.
Le 21 mai, les attaques reprennent vers 9h30 sous le bombardement aérien. De violents échanges d'artillerie ont lieu sur l'entièreté du front. Vers 15h30, une nouvelle attaque d'envergure est dirigée contre les positions du 3e bataillon. La liaison avec le 1er bataillon est quant à elle perdue à la suite des bombardements qui un peu plus tard doit faire également face à une attaque. Dans la soirée, les combats cessent.
Le 22 mai, à la suite de la conférence d'Ypres, il est décidé que la 2e division abandonnera Gand pour se replier derrière la Lys.
Les communications avec le 1er bataillon sont rétablies vers 4h00. Le régiment subit encore des bombardements mais reçoit l'appui des chasseurs ardennais. À 23h00, le régiment se replie sur le canal de dérivation de la Lys via Gontrode, Merelbeke, Gand, Tronchiennes et Hansbeke.
Le 23 mai, le régiment renforce ses positions sur le canal et le 24 mai il est bombardé.
Le 25 mai vers 6h00, des Stukas les bombardent de tracts de propagande.
Le 26 mai est, mis à part un court bombardement, relativement calme.
Dans l'après-midi du 27 mai, le flanc droit du régiment est attaqué. Il ne peut résister et se replie sur Sint-Maria-Aalter.
Le 28 mai, la Belgique capitule. Le régiment est de facto dissout. Ses hommes restent prisonniers à Hertsberge jusqu'au 31 mai 1940.

### Après-guerre
Ses traditions sont reprises par le 5e bataillon de ligne. Il est caserné en Allemagne d'abord à Duisdorf (Bonn) puis Lüdenscheid.
En octobre 1949, il prend ses quartiers à Soest.
De juillet à fin septembre 1960, lors de la crise congolaise, une compagnie de marche est envoyée au Katanga.
Durant la période de Noël 1960, à la suite des grèves générales, le régiment est consigné dans la région de Visé.
Une autre compagnie de marche est envoyée de mai à octobre 1961 au Burundi.
Le bataillon va y rester jusqu'à la suspension du service militaire en 1992. En juin de cette année, il fusionne avec le bataillon Libération à Bourg-Léopold pour former le Regiment Bevrijding - 5 Linie.

## Étendard
Un premier étendard fut remis par le roi Léopold Ier en 1832 à Anvers sur le Meir. Il porte les inscriptions suivantes : 
- Campagne 1914-1918,
- Yser,
- Oost-Rozebeeke,
- Anvers,
- Lombardsijde

Il porte également la fourragère aux couleurs de l'ordre de Léopold.

## Organisation
Le 25 octobre 1830 :
- staff
- 3 bataillons de 6 compagnies (dont une de grenadiers et une d'infanterie légère)
- un dépôt

Le 10 mai 1940 régiment est composé comme suit:
- 1 compagnie de commandement;
- 1 compagnie médicale
- 1 peloton d'éclaireurs
- 3 bataillons divisés en :
  - 3 compagnies de fusiliers
  - 1 compagnie de mitrailleurs
- 1 bataillon divisé en :
  - 1 compagnie de mitrailleurs (13e)
  - 1 compagnie anti-chars (14e)
  - 1 compagnie de mortier (15e)

## Sources
- (nl) Site sur les différents régiment belges entre 1830 et 1914
- (nl) Site sur l'armée belge en 1940
- (nl) Commandant Luc Lecleir; Belgische Krijgsmacht - Emblemen en eervolle vermeldingen van de Eenheden, Bruxelles, 1972